# Triwungan
Triwungan is een bestuurslaag in het regentschap Probolinggo van de provincie Oost-Java, Indonesië. Triwungan telt 4691 inwoners (volkstelling 2010).